# هجوم ريف دمشق (سبتمبر 2015)
[6] [7]
معركة الله غالب (هجوم ريف دمشق) هي معركة مفصلية في تاريخ الحرب في سوريا، نفذه جيش الإسلام (سوريا) المعارض في جبال المحيطة بدمشق ومناطق تل كردي وعدرا وحرستا في الغوطة الشرقية، بدأت بتحرير تل كردي والمواقع المحيطة بسجن عدرا ثم انطلق الآلاف إلى المنطقة العسكرية الجبلية التي تحاصر غوطة دمشق شمالا.[1] [2] [3] [4] 